# Lysiopetalum cycladicum
Lysiopetalum cycladicum är en mångfotingart som beskrevs av Karl Wilhelm Verhoeff 1901. Lysiopetalum cycladicum ingår i släktet Lysiopetalum och familjen Callipodidae. Inga underarter finns listade i Catalogue of Life.